# Eilema minutissima
Eilema minutissima là một loài bướm đêm thuộc phân họ Arctiinae, họ Erebidae.